# Wojewódki Dolne (Mazovia)
Wojewódki Dolne [pronunciación en polaco: /vɔjɛˈvutki ˈdɔlnɛ/] es un pueblo ubicado en el distrito administrativo de Gmina Bielany, dentro del Condado de Sokołów, Voivodato de Mazovia, en el este de Polonia central. Se encuentra aproximadamente a 3 kilómetros al norte de Bielany, a 5 kilómetros al sur de Sokołów Podlaski, y a 86 kilómetros al este de Varsovia.